# 仙人掌 (物种)
仙人掌是原产美洲的一种仙人掌属植物，在华南和台湾等地逸为野生。别称刺梨仙人掌、澎湖紅蘋果、仙巴掌、神仙掌、雷公刺。在台灣澎湖會將果實作成冰沙或冰淇淋賣給遊客。

## 名称
仙人掌的种加名  是为了纪念德国植物学家约翰·雅各布·迪伦而起的名字。

## 描述
仙人掌与缩刺仙人掌很接近，但仙人掌的茎片较薄，小窠有3根以上的叶刺，通常其中一根比其它叶刺更长，而缩刺仙人掌的茎片较厚，小窠通常无叶刺，偶尔有1~2根叶刺。